# مزارع فيشكيل

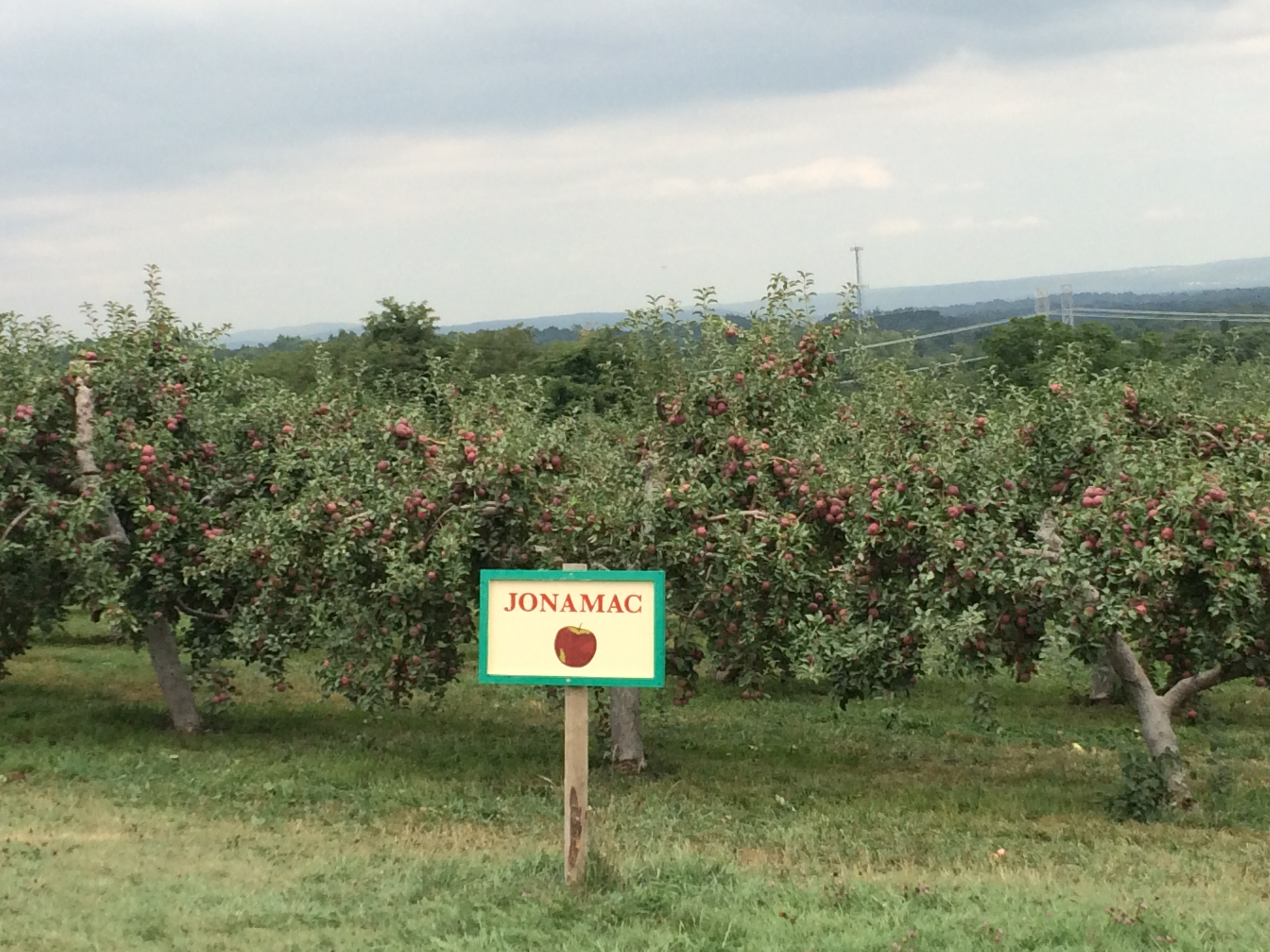
أشجار التفاح في مزارع فيشكيل

مزارع فيشكيل (بالإنجليزية: Fishkill Farms)‏ هو بستان تفاح ومزرعة تمتد على رقعة أرض صغيرة، تقع في جزء ريفي من بلدة إيست فيشكيل في مقاطعة دوتشيز بولاية نيويورك الأمريكية. أسسها أصدقاء عائلة الرئيس فرانكلين روزفلت. تعدّ مزارع فيشكيل واحدة من أقدم بساتين التُفاحٍ في منطقة وادي هدسون. اختارت شركة «Organic Authority LLC» في عام 2010 مزارع فيشكل كـ«الاختيار الأفضل» لمزارع التفاح في منطقة مدينة نيويورك.

## التاريخ
أسس مزارع فيشكيل وزير الخزانة الأمريكي السابق هنري مورغنثاو الابن الذي اشترى الأرض عام 1914. انتقلت ملكية المزارع بالوراثة عبر أفراد العائلة ومنهم نائب منطقة مانهاتن السابق روبرت مورغنثاو. يدير المزرعة في الوقت الحالي ابنه جوشوا مورغنثاو. أنتجت المزرعة في الأصل التفاح والدجاج ومنتجات الألبان ولكنها أوقفت صناعة الألبان خلال الحرب العالمية الثانية عندما كان من الصعب العثور على مساعدة مستأجرة. أتلفت عاصفة ثلجية التفاح في عام 1980 وجعلته غير قابل للشراء لموزعي الجملة حتى افتُتح البستان للجمهور المحلي للقيام بالحصاد. كانت المزرعة تقوم بالحصاد منذ ذلك الحين.

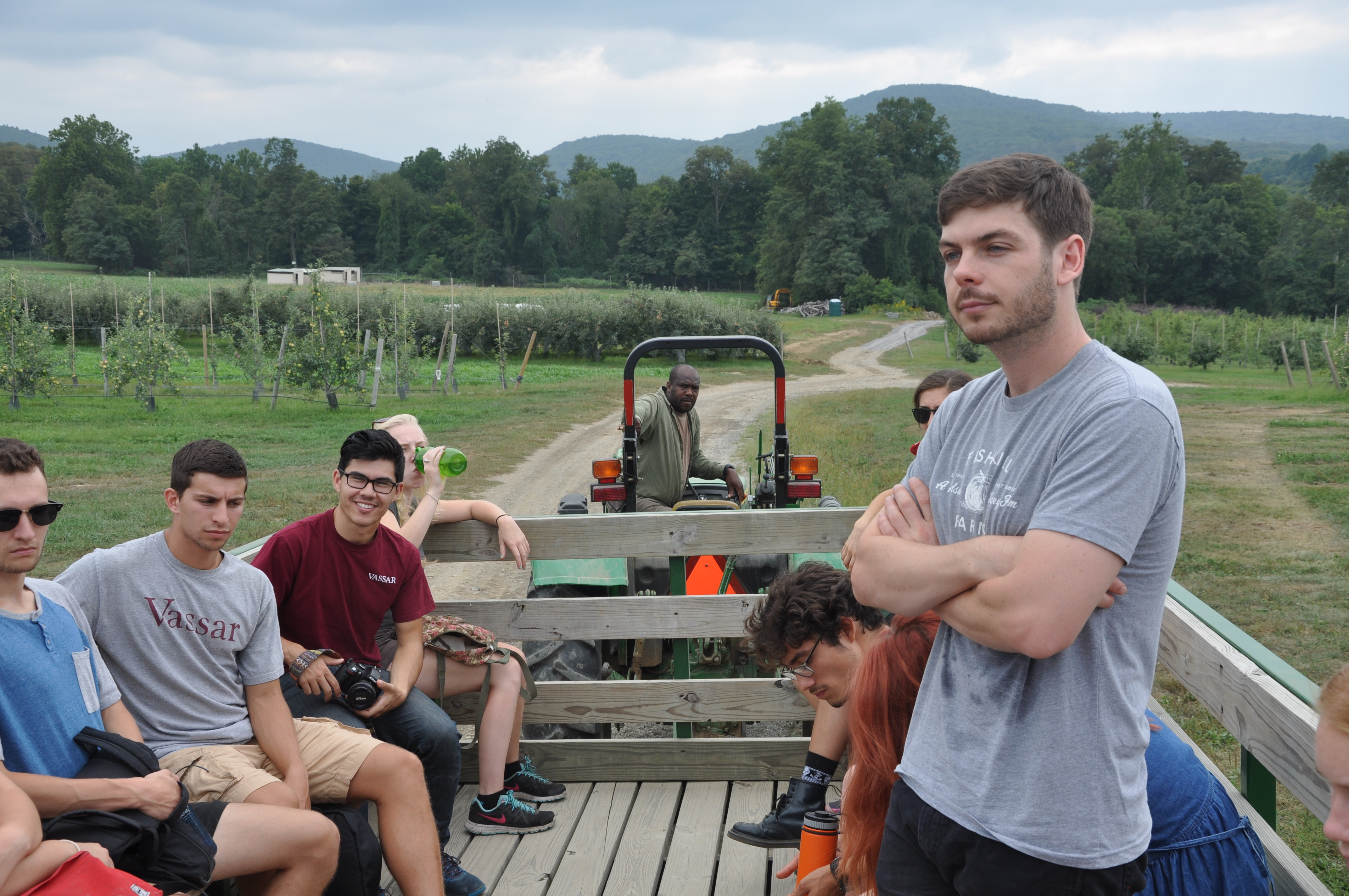
جوش مورغنثاو يقود طلاب في جولة ضمن مزارع فيشكيل

## الخدمات
توفر مزارع فيشكيل البالغ مساحتها 130 فدانًا، خدمات الحصاد الذاتي للمنتجات التي تشمل التوت، والعليق، والكرز، والخوخ، والنكتارين، والكمثرى، والخضروات. كما يوجد إنتاج للبيض من دجاج المزرعة. وكذلك تبيع المنتجات في أسواق المزارعين في بروكلين وتقدم خدمة طلب إنجازية. تقدم المزرعة أسهم زراعية مدعومة من المجتمع المحلي لسكان وادي هدسون. تُستضاف العديد من الفعاليات مثل حفلات الزفاف والشؤون الخاصة في المزرعة.

## الاستدامة

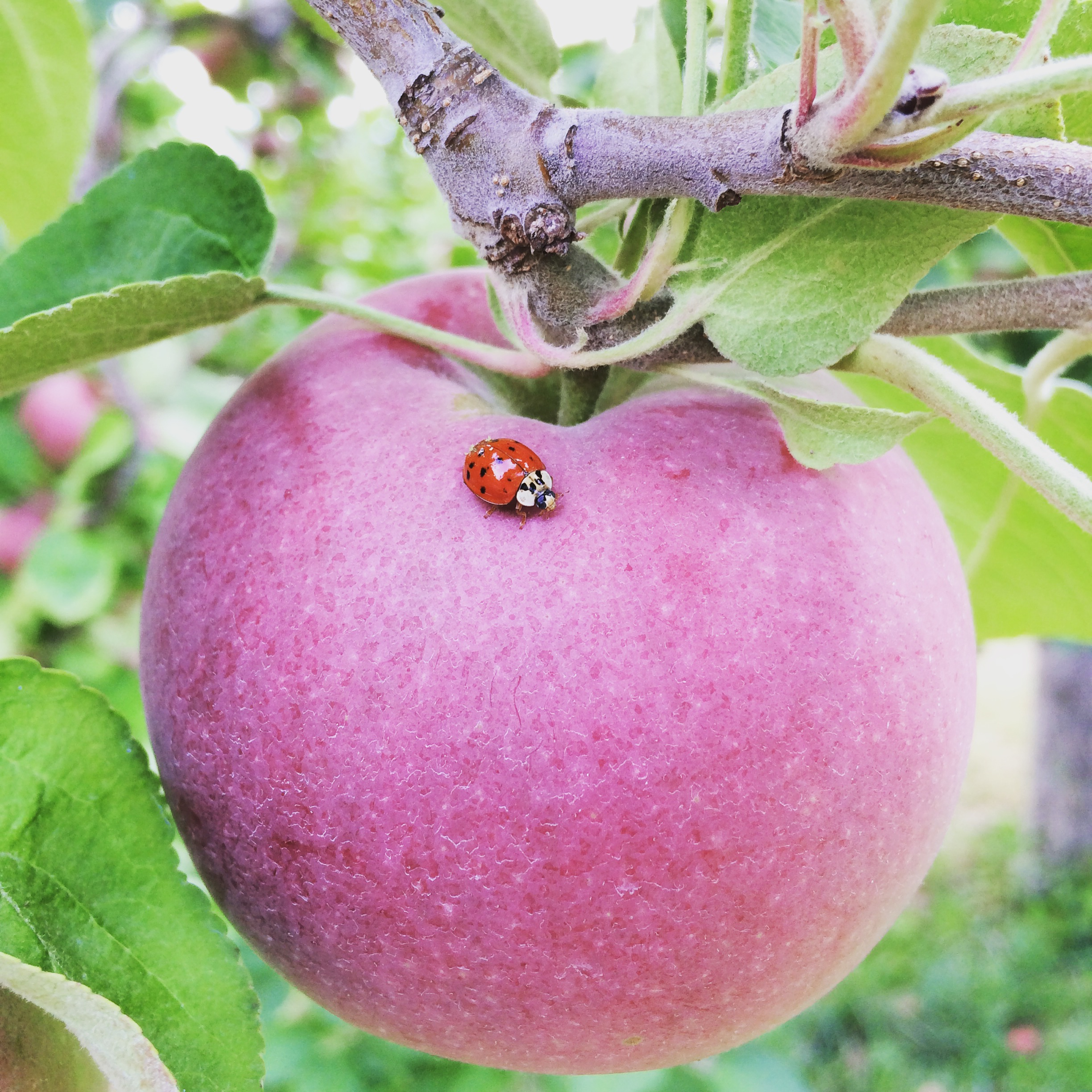
تفاحة من واحدة من بساتين فيشكيل التاريخيَّة

تعمل ممارسات الاستزراع في مزارع فيشكيل على هدف أخذ الاستدامة وحيادية الكربون في عين الاعتبار، مع محاولة لتنمية أكبر عدد ممكن من الأطعمة العضوية. وتعتزم المزرعة اختيار أصناف المحاصيل التي تعتبر أكثر ملاءمة لتأثيرات تغير المناخ خلال العشرين سنة القادمة.